# Stazione meteorologica di Rimini Miramare
La stazione meteorologica di Rimini Miramare è la stazione meteorologica di riferimento per il servizio meteorologico dell'Aeronautica Militare e per l'Organizzazione Mondiale della Meteorologia, relativa alla città di Rimini.

## Caratteristiche
La stazione meteorologica, gestita dall'ENAV, si trova nell'Italia nord-orientale, in Emilia-Romagna, nel comune di Rimini, presso l'area aeroportuale di Miramare, a 13 metri s.l.m. e alle coordinate geografiche 44°01′27.57″N 12°36′45.89″E.
Inizialmente ubicata presso la Villa Mulazzani lungo viale Rimembranze, risultava già in attività nella prima metà del Novecento, venendo riattivata il 16 maggio 1945 dopo un'interruzione biennale durante la seconda guerra mondiale.
L'osservatorio meteorologico presso l'Aeroporto di Rimini-Miramare aveva inizialmente come ubicazione la palazzina Comando; in seguito la stazione meteorologica venne spostata nei pressi della pista aeroportuale il 23 marzo 1963. L'attuale ubicazione della stazione è nei pressi di un più moderno fabbricato che venne costruito a lato della pista per ospitare l'osservatorio: la sua definitiva sistemazione risale al 13 marzo 1975.
Dal 16 luglio 1956 l'osservatorio meteorologico ha iniziato l'attività di assistenza alla navigazione aerea, parallelamente all'analisi climatologica della zona in cui si trova.
Dal 10 novembre 2016 la gestione della stazione meteorologica è passata dall'Aeronautica militare all'Ente Nazionale per l'Assistenza al Volo.
Dal 26 febbraio 2022 la stazione non trasmette più i dati nel circuito internazionale, probabilmente è stata dismessa. 

## Medie climatiche ufficiali

### Dati climatologici 1971-2000
In base alle medie climatiche del periodo 1971-2000, le più recenti in uso, la temperatura media del mese più freddo, gennaio, è di +4,1 °C, mentre quella del mese più caldo, luglio, è di +23,1 °C; mediamente si contano 43 giorni di gelo all'anno e 20 giorni con temperatura massima uguale o superiore ai +30 °C. I valori estremi di temperatura registrati nel medesimo trentennio sono i -17,2 °C del gennaio 1985 e i +38,9 °C dell'agosto 2000.
Le precipitazioni medie annue si attestano a 655 mm, mediamente distribuite in 77 giorni di pioggia, con minimo relativo in inverno, picco massimo in autunno e massimo secondario in estate per gli accumuli.
L'umidità relativa media annua fa registrare il valore di 77,6 % con minimi di 72 % a giugno e a luglio e massimi di 84 % a novembre e a dicembre; mediamente si contano 57 giorni di nebbia all'anno.
Di seguito è riportata la tabella con le medie climatiche e i valori massimi e minimi assoluti registrati nel trantennio 1971-2000 e pubblicati nell'Atlante Climatico d'Italia del Servizio Meteorologico dell'Aeronautica Militare relativo al medesimo trentennio.
| Rimini Miramare (1971-2000)     | Mesi         | Mesi         | Mesi        | Mesi        | Mesi        | Mesi        | Mesi        | Mesi        | Mesi        | Mesi        | Mesi        | Mesi         | Stagioni | Stagioni | Stagioni | Stagioni | Anno  |
| Rimini Miramare (1971-2000)     | Gen          | Feb          | Mar         | Apr         | Mag         | Giu         | Lug         | Ago         | Set         | Ott         | Nov         | Dic          | Inv      | Pri      | Est      | Aut      | Anno  |
| ------------------------------- | ------------ | ------------ | ----------- | ----------- | ----------- | ----------- | ----------- | ----------- | ----------- | ----------- | ----------- | ------------ | -------- | -------- | -------- | -------- | ----- |
| T. max. media (°C)              | 7,7          | 9,5          | 13,2        | 16,9        | 21,9        | 25,8        | 28,5        | 28,1        | 24,5        | 19,2        | 12,8        | 8,9          | 8,7      | 17,3     | 27,5     | 18,8     | 18,1  |
| T. min. media (°C)              | 0,4          | 1,1          | 3,7         | 6,9         | 11,2        | 15,0        | 17,7        | 17,6        | 14,4        | 10,4        | 5,1         | 1,5          | 1,0      | 7,3      | 16,8     | 10,0     | 8,8   |
| T. max. assoluta (°C)           | 20,0 (1983)  | 21,0 (1990)  | 26,6 (1977) | 27,2 (1977) | 31,0 (1993) | 37,3 (1982) | 37,6 (1993) | 38,9 (2000) | 33,2 (1982) | 30,4 (1975) | 23,8 (1990) | 22,7 (1989)  | 22,7     | 31,0     | 38,9     | 33,2     | 38,9  |
| T. min. assoluta (°C)           | −17,2 (1985) | −12,8 (1991) | −7,7 (1971) | −0,6 (1997) | 2,5 (1976)  | 7,5 (1986)  | 10,1 (2000) | 9,8 (1978)  | 5,8 (1995)  | 1,2 (1974)  | −5,0 (1975) | −11,3 (1996) | −17,2    | −7,7     | 7,5      | −5,0     | −17,2 |
| Giorni di calura (Tmax ≥ 30 °C) | 0            | 0            | 0           | 0           | 0           | 3           | 9           | 8           | 0           | 0           | 0           | 0            | 0        | 0        | 20       | 0        | 20    |
| Giorni di gelo (Tmin ≤ 0 °C)    | 14           | 10           | 5           | 0           | 0           | 0           | 0           | 0           | 0           | 0           | 3           | 11           | 35       | 5        | 0        | 3        | 43    |
| Precipitazioni (mm)             | 41,8         | 45,1         | 47,8        | 52,8        | 47,9        | 56,3        | 42,8        | 61,3        | 70,4        | 75,2        | 67,0        | 46,6         | 133,5    | 148,5    | 160,4    | 212,6    | 655,0 |
| Giorni di pioggia               | 6            | 6            | 6           | 7           | 7           | 6           | 4           | 6           | 7           | 8           | 7           | 7            | 19       | 20       | 16       | 22       | 77    |
| Giorni di nebbia                | 13           | 10           | 5           | 2           | 1           | 0           | 0           | 0           | 1           | 5           | 9           | 11           | 34       | 8        | 0        | 15       | 57    |
| Umidità relativa media (%)      | 83           | 79           | 76          | 75          | 75          | 72          | 72          | 74          | 76          | 81          | 84          | 84           | 82       | 75,3     | 72,7     | 80,3     | 77,6  |

### Dati climatologici 1961-1990
In base alla media trentennale di riferimento 1961-1990, ancora in uso per l'Organizzazione meteorologica mondiale e definita Climate Normal (CLINO), la temperatura media del mese più freddo, gennaio, si attesta a +3,3 °C; quella del mese più caldo, luglio, è di +22,6 °C; si contano, mediamente, 46 giorni di gelo all'anno. Nel medesimo trentennio, la temperatura minima assoluta ha toccato i -17,2 °C nel gennaio 1985 (media delle minime assolute annue di -7,3 °C), mentre la massima assoluta ha fatto registrare i +37,9 °C nell'agosto 1988 (media delle massime assolute annue di +35,1 °C).
La nuvolosità media annua si attesta a 4 okta giornalieri, con un minimo di 2,2 okta giornalieri in luglio e massimi di 5,4 okta giornalieri a dicembre e a gennaio.
Le precipitazioni medie annue, attorno ai 700 mm e distribuite mediamente in 82 giorni, presentano un minimo relativo in inverno e un picco molto contenuto in autunno, in un contesto di una distribuzione quantitativa annuale piuttosto regolare.
L'umidità relativa media annua fa registrare il valore di 77,9% con minimo di 72% a luglio e massimi di 84% a novembre e a dicembre.
La pressione atmosferica media annua normalizzata al livello del mare si attesta a 1015,2 hPa, con massimo di 1018 hPa ad ottobre e minimo di 1013 hPa ad aprile.
| Rimini Miramare (1961-1990)      | Mesi         | Mesi         | Mesi        | Mesi        | Mesi        | Mesi        | Mesi        | Mesi        | Mesi        | Mesi        | Mesi        | Mesi         | Stagioni | Stagioni | Stagioni | Stagioni | Anno    |
| Rimini Miramare (1961-1990)      | Gen          | Feb          | Mar         | Apr         | Mag         | Giu         | Lug         | Ago         | Set         | Ott         | Nov         | Dic          | Inv      | Pri      | Est      | Aut      | Anno    |
| -------------------------------- | ------------ | ------------ | ----------- | ----------- | ----------- | ----------- | ----------- | ----------- | ----------- | ----------- | ----------- | ------------ | -------- | -------- | -------- | -------- | ------- |
| T. max. media (°C)               | 6,9          | 9,2          | 12,9        | 16,8        | 21,4        | 25,2        | 27,9        | 27,3        | 24,2        | 19,1        | 12,9        | 8,5          | 8,2      | 17,0     | 26,8     | 18,7     | 17,7    |
| T. min. media (°C)               | −0,3         | 1,4          | 3,9         | 7,1         | 11,0        | 14,7        | 17,3        | 17,1        | 14,5        | 10,4        | 5,3         | 1,1          | 0,7      | 7,3      | 16,4     | 10,1     | 8,6     |
| T. max. assoluta (°C)            | 20,0 (1983)  | 21,1 (1968)  | 26,6 (1977) | 27,6 (1968) | 30,6 (1979) | 37,3 (1982) | 37,6 (1968) | 37,9 (1988) | 34,0 (1962) | 30,4 (1975) | 24,8 (1963) | 22,7 (1989)  | 22,7     | 30,6     | 37,9     | 34,0     | 37,9    |
| T. min. assoluta (°C)            | −17,2 (1985) | −11,6 (1963) | −7,7 (1971) | −0,5 (1968) | 1,2 (1962)  | 6,6 (1962)  | 10,2 (1962) | 9,8 (1978)  | 6,8 (1977)  | 1,2 (1974)  | −5,0 (1975) | −12,6 (1963) | −17,2    | −7,7     | 6,6      | −5,0     | −17,2   |
| Giorni di gelo (Tmin ≤ 0 °C)     | 16           | 10           | 5           | 0           | 0           | 0           | 0           | 0           | 0           | 0           | 3           | 12           | 38       | 5        | 0        | 3        | 46      |
| Nuvolosità (okta al giorno)      | 5,4          | 5,0          | 4,4         | 4,3         | 3,9         | 3,3         | 2,2         | 2,4         | 3,0         | 3,9         | 5,2         | 5,4          | 5,3      | 4,2      | 2,6      | 4,0      | 4,0     |
| Precipitazioni (mm)              | 47,8         | 48,1         | 57,0        | 53,2        | 50,2        | 51,1        | 53,6        | 66,7        | 68,0        | 77,1        | 73,0        | 56,6         | 152,5    | 160,4    | 171,4    | 218,1    | 702,4   |
| Giorni di pioggia                | 7            | 6            | 8           | 8           | 7           | 6           | 4           | 6           | 6           | 8           | 8           | 8            | 21       | 23       | 16       | 22       | 82      |
| Umidità relativa media (%)       | 83           | 80           | 77          | 76          | 76          | 73          | 72          | 74          | 76          | 80          | 84          | 84           | 82,3     | 76,3     | 73       | 80       | 77,9    |
| Pressione a 0 metri s.l.m. (hPa) | 1 017        | 1 015        | 1 015       | 1 013       | 1 014       | 1 015       | 1 015       | 1 014       | 1 017       | 1 018       | 1 015       | 1 014        | 1 015,3  | 1 014    | 1 014,7  | 1 016,7  | 1 015,2 |

### Dati climatologici 1951-1980
In base alle medie climatiche del trentennio 1951-1980, la temperatura media del mese più caldo, luglio, si attesta a +22,2 °C, mentre la temperatura media del mese più freddo, gennaio, fa registrare il valore di +3,5 °C.
Nel trentennio esaminato, la temperatura massima più elevata di +37,6 °C risale al luglio 1968, mentre la temperatura minima più bassa di -14,2 °C fu registrata nel febbraio 1956.
| Rimini Miramare (1951-1980) | Mesi         | Mesi         | Mesi        | Mesi        | Mesi        | Mesi        | Mesi        | Mesi        | Mesi        | Mesi        | Mesi        | Mesi         | Stagioni | Stagioni | Stagioni | Stagioni | Anno  |
| Rimini Miramare (1951-1980) | Gen          | Feb          | Mar         | Apr         | Mag         | Giu         | Lug         | Ago         | Set         | Ott         | Nov         | Dic          | Inv      | Pri      | Est      | Aut      | Anno  |
| --------------------------- | ------------ | ------------ | ----------- | ----------- | ----------- | ----------- | ----------- | ----------- | ----------- | ----------- | ----------- | ------------ | -------- | -------- | -------- | -------- | ----- |
| T. max. media (°C)          | 6,8          | 9,1          | 12,3        | 16,3        | 20,8        | 24,9        | 27,4        | 26,9        | 23,7        | 18,7        | 13,0        | 8,3          | 8,1      | 16,5     | 26,4     | 18,5     | 17,3  |
| T. min. media (°C)          | 0,2          | 1,6          | 3,9         | 7,1         | 10,9        | 14,9        | 17,0        | 17,0        | 14,4        | 10,4        | 5,8         | 1,6          | 1,1      | 7,3      | 16,3     | 10,2     | 8,7   |
| T. max. assoluta (°C)       | 20,0 (1983)  | 21,1 (1968)  | 26,6 (1977) | 27,6 (1968) | 31,2 (1958) | 33,8 (1952) | 37,6 (1968) | 37,5 (1952) | 34,0 (1962) | 30,4 (1975) | 24,8 (1963) | 18,9 (1960)  | 21,1     | 31,2     | 37,6     | 34,0     | 37,6  |
| T. min. assoluta (°C)       | −13,4 (1967) | −14,2 (1956) | −7,7 (1971) | −2,2 (1956) | 1,2 (1960)  | 5,8 (1955)  | 10,2 (1962) | 9,6 (1953)  | 6,8 (1952)  | 1,2 (1974)  | −5,0 (1975) | −12,6 (1963) | −14,2    | −7,7     | 5,8      | −5,0     | −14,2 |

## Valori estremi

### Temperature estreme mensili dal 1946 ad oggi
Nella tabella sottostante sono riportate le temperature massime e minime assolute mensili, stagionali ed annuali dal 1946 ad oggi, con il relativo anno in cui si queste si sono registrate. La massima assoluta del quarantennio esaminato di +39,5 °C risale all'agosto 1947, mentre la minima assoluta di -17,2 °C è del gennaio 1985.
| Rimini Miramare (1946-2025) | Mesi         | Mesi         | Mesi        | Mesi        | Mesi        | Mesi        | Mesi        | Mesi        | Mesi        | Mesi        | Mesi        | Mesi         | Stagioni | Stagioni | Stagioni | Stagioni | Anno  |
| Rimini Miramare (1946-2025) | Gen          | Feb          | Mar         | Apr         | Mag         | Giu         | Lug         | Ago         | Set         | Ott         | Nov         | Dic          | Inv      | Pri      | Est      | Aut      | Anno  |
| --------------------------- | ------------ | ------------ | ----------- | ----------- | ----------- | ----------- | ----------- | ----------- | ----------- | ----------- | ----------- | ------------ | -------- | -------- | -------- | -------- | ----- |
| T. max. assoluta (°C)       | 20,9 (2025)  | 22,3 (2020)  | 26,6 (1977) | 30,0 (1947) | 33,4 (2009) | 37,3 (1982) | 37,6 (1950) | 39,5 (1947) | 35,2 (2015) | 30,4 (1975) | 26,0 (2002) | 22,9 (2023)  | 22,9     | 33,4     | 39,5     | 35,2     | 39,5  |
| T. min. assoluta (°C)       | −17,2 (1985) | −14,2 (1956) | −7,7 (1971) | −2,2 (1956) | 1,2 (1960)  | 5,8 (1955)  | 9,4 (1948)  | 9,6 (1953)  | 5,8 (1995)  | 1,2 (1974)  | −5,0 (1975) | −12,8 (2010) | −17,2    | −7,7     | 5,8      | −5,0     | −17,2 |